# Agelena micropunctulata
Agelena micropunctulata es una especie de araña del género Agelena, familia Agelenidae. Fue descrita científicamente por Wang en 1992.

## Distribución
Esta especie se encuentra en China.